# Pentalogie
Pentalogie (z řec. pente, pět) je umělecké (nejčastěji literární) dílo o pěti relativně samostatných částech, které spolu souvisejí motivicky, látkově nebo problémově.
Jednu z prvních pentalogií můžeme najít již v Bibli ve Starém zákoně. Jedná se o Tóru, řecky Pentateuch neboli Pět knih Mojžíšových, tj. prvních pět biblických knih (Genesis, Exodus, Leviticus, Numeri a Deuteronomium). Podobně existuje pět základních konfuciánských textů uspořádaných Konfuciem (Kniha proměn, Kniha dokumentů, Kniha písní, Kniha obřadů a Letopisy jar a podzimů).
Ze středověké literatury je známá Pateřice (Chamse) perského básníka Nizámího obsahující pět eposů (Pokladnice tajemství, Chosrau a Šírín , Lajlá a Madžnún, Sedm obrazů a Kniha o Alexandrovi).

## Příklady pentalogií

### Film
Označení filmová pentalogie je pojem zavádějící resp. nemusí být stálý, neboť u kasovně úspěšných filmů mohou být z komerčních důvodů dotáčena jejich další pokračování. Nikdo proto nemůže říci, zdali to, co je dnes charakterizováno jako pentalogie, nebude zítra např. hexalogií nebo filmovou sérií. V kinematografii má proto tento pojem smysl pouze u výrazně časově ohraničených nebo již definitivně uzavřených děl. Jako příklad filmové pentalogie lze uvést pět původních filmů ze série Planety opic (Planeta opic, Do nitra Planety opic, Útěk z Planety opic, Dobytí Planety opic a Bitva o Planetu opic) z let 1968 až 1973. V české resp. československé kinematografii takovouto pentalogii tvoří pětice komedií Kameňák z let 2003 až 2015 – Kameňák, Kameňák 2, Kameňák 3 (režie Zdeněk Troška), Kameňák 4 (režie Ján Novák) a Vánoční Kameňák (režie F. A. Brabec).
- Mission: Impossible (režie Brian De Palma), Mission: Impossible 2 (režie John Woo), Mission: Impossible 3 (režie J. J. Abrams), Mission: Impossible – Ghost Protocol (režie Brad Bird) a Mission: Impossible – Národ grázlů (režie Christopher McQuarrie).